# زيروقات
الزيروقات (الاسم العلمي: Glaucocystaceae) هي فصيلة من الطحالب الزرقاء تتبع رتبة الزيروقيات من طائفة الزيروقانية.

## أجناس
- الزيروقى